# Грундманис, Мартиньш (баскетболист)
Ма́ртиньш Гру́ндманис (латыш. Mārtiņš Grundmanis; 18 ноября 1913— 30 ноября 1944, Рига) — латвийский баскетболист, чемпион Европы 1935 года.

## Биография
Учился в Тартуском университете, тогда же окончил четырёхлетние курсы физического воспитания в местном отделении ИМКА. В чемпионате Латвии выступал за АСК, в 1939 и 1940 годах выигрывал в составе «армейцев» чемпионат страны.
В составе сборной Латвии сыграл 20 матчей. На победном для латвийцев первом в истории чемпионате Европы 1935 года входил в стартовую пятёрку сборной, в 3 матчах набрал 6 очков: 2 — в матче первого круга против сборной Венгрии и 4 — в финале со сборной Испании. На Олимпийских играх 1936 года в трёх матчах набрал 2 очка — в игре со сборной Польши, а на домашнем чемпионате Европы 1937 года — 1 очко в 3 сыгранных матчах.
Во время Второй мировой войны служил в латышском легионе СС. В 1944 году в ходе Прибалтийской наступательной операции в одном из боев взят в плен Красной армией. Покончил с собой в лагере для военнопленных в Саркандаугаве.